# Glossiphonia
Glossiphonia é um género de Glossiphoniidae.
O género foi descrito em 1816 por James Rawlins Johnson.
Possui distribuição cosmopolita.
Espécies:
- Glossiphonia complanata (Linnaeus, 1758)
- Glossiphonia concolor (Aphathy, 1888)
- Glossiphonia heteroclita (Linnaeus, 1761)
- Glossiphonia lata Oka, 1910
- Glossiphonia smaragdina Oka, 1910
- Glossiphonia verrucata (Müller, 1844)